# Gus Hansen
Gus (Gustav) Hansen, född 13 februari 1974 utanför Köpenhamn, är en dansk pokerspelare, bosatt i Monaco. Hans smeknamn är "The Great Dane". Innan han blev professionell pokerspelare var han backgammonspelare och spelade tennis.

## Pokerkarriär
Hansen har vunnit tre titlar på World Poker Tour vilket gör honom till den mest framgångsrika pokerspelaren i WPT:s historia. Han är känd för sitt väldigt aggressiva spel och kan lätt uppfattas som galen vid bordet, eftersom han kan spela i stort sett vilken hand som helst och inte är rädd för att ta risker. Han har inte varit lika framgångsrik i World Series of Poker.
I januari 2007 vann Hansen huvudtävlingen under Aussie Millions och priset på 1,5 miljoner australiska dollar. Denna vinst låg till grund för hans bok Every Hand Revealed där han diskuterar de olika händer han spelade.
Han har spelat poker på TV i program som High Stakes Poker och Poker After Dark, i vilket han vann den första turneringen under programmets första säsong.
Gus är installerad i World Poker Tours Walk of Fame tillsammans med andra stora pokerspelare, däribland Doyle Brunson. Han är — tillsammans med andra pokerproffs som Howard Lederer, Chris Ferguson, Phil Ivey, med flera — medlem i "Team Full Tilt", som ligger bakom pokersajten Full Tilt Poker.